# Micromyzus katoi
Micromyzus katoi är en insektsart som först beskrevs av Takahashi, R. 1925.  Micromyzus katoi ingår i släktet Micromyzus och familjen långrörsbladlöss. Inga underarter finns listade i Catalogue of Life.